# Craneopsis
Craneopsis is een geslacht van rechtvleugeligen uit de familie veldsprinkhanen (Acrididae). De wetenschappelijke naam van dit geslacht is voor het eerst geldig gepubliceerd in 1933 door Willemse.

## Soorten
Het geslacht Craneopsis omvat de volgende soorten:
- Craneopsis curiosa Willemse, 1933
- Craneopsis flavostriata Willemse, 1933
- Craneopsis olivacea Ramme, 1941
- Craneopsis unicolor Willemse, 1936